# Cayleys sats
Cayleys sats är en matematisk sats inom gruppteori uppkallad efter Arthur Cayley som säger att varje grupp är isomorf med någon permutationsgrupp. En följd av Cayleys sats är att allt som gäller för permutationsgrupper gäller för grupper i allmänhet.

## Bevis
Beviset för Cayleys sats går ut på att det finns en undergrupp till den symmetriska gruppen på {\displaystyle G}, betecknad {\displaystyle S_{G}}, som är isomorf med {\displaystyle G}.
Tag ett {\displaystyle a\in G} och definiera en avbildning {\displaystyle f_{a}:G\to G} som {\displaystyle f_{a}(g)=ag} för alla {\displaystyle g\in G}. Bilda {\displaystyle H=\{f_{a}:a\in G\}}, som är en delmängd till {\displaystyle S_{G}}. {\displaystyle H} är en grupp med funktionssammansättning som gruppoperation:
{\displaystyle f_{a}f_{b}(g)=f_{a}(f_{b}(g))=f_{a}(bg)=abg=f_{ab}(g)}
dvs, {\displaystyle f_{a}f_{b}=f_{ab}}. Det neutrala elementet {\displaystyle \varepsilon \in S_{G}} ligger i {\displaystyle H} eftersom {\displaystyle \varepsilon =f_{1_{G}}}. Inversen till {\displaystyle f_{a}} ges av {\displaystyle f_{a^{-1}}}. Detta ger att {\displaystyle H} är en grupp, specifikt en delgrupp till {\displaystyle S_{G}}.
Gruppen {\displaystyle H} är i själva verket isomorf med {\displaystyle G}, ty {\displaystyle \phi :G\to H} definierad som {\displaystyle \phi (a)=f_{a}} är en isomorfi:
{\displaystyle \phi } är injektiv, ty om {\displaystyle \phi (a)=\phi (b)} är {\displaystyle f_{a}=f_{b}} som ger {\displaystyle f_{a}(1_{G})=f_{b}(1_{G})\Leftrightarrow a=b}.
Att {\displaystyle \phi } är surjektiv följer ur definitionen.
Att {\displaystyle \phi } är en grupphomomorfi, dvs att {\displaystyle \phi (a)\phi (b)=\phi (ab)} följer ur {\displaystyle f_{a}f_{b}=f_{ab}}.
De tre egenskaperna ovan ger att {\displaystyle \phi } är en isomorfi. Alltså är gruppen {\displaystyle G} isomorf med permutationsgruppen {\displaystyle H}, vilket bevisar Cayleys sats.

## Generalisering
Cayleys sats kan generaliseras. Om {\displaystyle H} är en delgrupp till {\displaystyle G} med index {\displaystyle [G:H]=n} så finns en homomorfi {\displaystyle \varphi :G\to S_{n}} där {\displaystyle S_{n}} är den symmetriska gruppen med {\displaystyle n} element sådan att {\displaystyle \phi }:s kärna är en delgrupp till {\displaystyle H}. Med {\displaystyle H=\{1\}} fås den ursprungliga satsen.

### Bevis
Låt {\displaystyle a} vara ett element i {\displaystyle G} och låt {\displaystyle X} vara mängden av vänstersidoklasser till {\displaystyle H} i {\displaystyle G}. Definiera en funktion {\displaystyle \varphi _{a}:X\to X} genom
{\displaystyle \varphi _{a}(g)=agH}
för alla {\displaystyle g\in G}. Funktionen {\displaystyle \varphi _{a}} är då en permutation av {\displaystyle X} och avbildningen {\displaystyle \varphi :X\to S_{X}} definierad genom
{\displaystyle \varphi (a)=\varphi _{a}}
är en homomorfi, då det gäller att
{\displaystyle \varphi (ab)=\varphi _{ab}=\varphi _{a}\circ \varphi _{b}=\varphi (a)\varphi (b).}
Gruppen {\displaystyle S_{x}} är isomorf med {\displaystyle S_{n}}, då vi från förutsättningarna vet att {\displaystyle X} har {\displaystyle n} element. Alltså är avbildningen en homomorfi.
Låt nu specifikt {\displaystyle a} vara ett element i kärnan till {\displaystyle \varphi }. Då är {\displaystyle agH=gH} för alla {\displaystyle g}, och speciellt är {\displaystyle aH=H} vilket ger att {\displaystyle a\in H}. Alltså gäller att {\displaystyle \phi }:s kärna är en delgrupp till {\displaystyle H}, vilket skulle visas.